# Astronautas
Astronautas è un film del 2004 diretto da Santi Amodeo. Il film è stato presentato in anteprima alla Semana Internacional de Cine de Valladolid il 27 ottobre 2003, ma è stato distribuito nelle sale il 5 marzo dell'anno seguente.

## Trama
Daniel (Nancho Novo) è un ragazzo misantropo e solitario che ha deciso di disintossicarsi dall'eroina. Per riuscirci, decide di vivere una vita normale e allontanarsi dai problemi, ma la sua strada viene incrociata da Laura (Teresa Hurtado), una bellissima quindicenne che sta cercando suo fratello e che si innamora di lui cercando di aiutarlo a sistemare la sua vita.

## Riconoscimenti
- 2005 - Premio Goya
  - Candidatura miglior attrice rivelazione per Teresa Hurtado
  - Candidatura miglior regista